# Waag (Doesburg)
De Waag, of Het Hoge Huis Gelria, in de Gelderse stad Doesburg is in de kern een laatgotisch gebouw aan de Koepoortstraat 2, het gebouw staat op de hoek van de Koepoortstraat en Gasthuisstraat. Het is in gebruik als kroeg. Het gebouw werd op 23 mei 1966 als rijksmonument ingeschreven in het monumentenregister.

## Geschiedenis
De waag is in 1478 in gebruik genomen. Hier moesten de inkomende goederen gewogen worden voor de stadsbelastingen. Tevens had de pachter de monopolie over de verkoop van vreemde bieren in de stad, vandaar dat het gebouw ook werd gebruikt als stadsbierhuis/kroeg. Tussen 1947 en 1949 werd een restauratie uitgevoerd, aan de hand van oude aanwijzingen. De architect die de bouw afrondde was N. De Wolf.
Volgens het Guinness Book of Records zou dit de oudste in gebruik zijnde horecagelegenheid van Nederland zijn. Er zijn echter bronnen die vermelden dat de taveerne 't Goude Hooft in Den Haag in 1423 al bestond.

## Exterieur
De voorgevel bestaat uit een trapgevel in de stijl van de Nederrijnse gotiek. In de voor- en zijgevel zijn korfboognissen, met daarin de vensters en deur, geplaatst. De pinakels zijn overhoeks geplaatst. Net als de gevel zijn de pinakels opgetrokken uit baksteen. De gevel is tijdens de restauratie van 1947-49 gereconstrueerd.

## Interieur
De begane grond steunt op twee bakstenen pijlers die samen in de kelder een graatgewelf vormen. 